# Tormod Trefilsson
Tormod Torkelsson trefils (Þormóðr Þorkelsson trefils), vanligen kallad Tormod Trefilsson, var en isländsk skald som levde vid 900-talets slut och 1000-talets början. Han är känd för att ha besjungit den mäktige hövdingen Snorre gode.

## Släkt och familj
Tormods farfar var landnamsmannen Röde Björn (Rauða-Bjǫrn), som köpte land av Skalla-Grim och byggde gården Rauðabjarnarstaðir. Han var den förste på Island som framställde järn ur myrmalm (rauði) och fick därav sitt tillnamn. En av hans söner var Torkel trefil (Þorkell trefill), som var Tormods far. Han bodde på gården Skarð i Mýrasýsla på Västlandet och omtalas i flera sagor. Tormods mor hette Tordis (Þórdís) och var dotter till Torstein svarte (Þorsteinn surtr), som ändrade tideräkningen på Island genom sitt förslag att förlänga sommaren med en skottvecka vart sjunde år, vilket antogs i lag på alltinget. Han, liksom Tormods föräldrar, figurerar också i Laxdœla saga, men om Tormod själv är inte mera känt än vad Landnámabók har sammanfattat i en enda mening: "Sonr trefils var Þormóðr, er orti Hrafnsmál um Snorra goða." (Trefils son var Tormod, som diktade Hrafnsmál om Snorre gode.)

## Hrafnsmál
Av kvädet Hrafnsmál återstår i dag endast fem strofer, vilka har bevarats i Eyrbyggja saga. Hur lång dikten har varit är okänt, men eftersom det har rört sig om ett lovkväde kan man anta att det har skildrat alla viktiga hållpunkter i Snorres liv fram till diktens tillkomst omkring år 1012.
Som inspirationskälla för dikten brukar nämnas det kväde av Torbjörn hornklove, som också har fått namnet Hrafnsmál. Båda dessa dikter bygger på idén om hungriga korpar som finner mat på slagfältet, och båda har nästan samma versmått. Torbjörn diktade på málaháttr medan Tormod använde Haðar lag, som är en kombination av málaháttr och dróttkvætt.
Innehållet i Tormods fem bevarade strofer är makabert:
Första strofen omtalar dråpet på Vigfus Björnsson i Drápuhlíð år 983. Korpar sliter slamsor ur hans kött. I andra strofen kalasar korparna på Arnkel gode (död 993). I tredje strofen är det örnar som mättas med fem lik i Alftafjorden. (Strofen anspelar på Snorres strid mot Steintor på Eyr år 997.) Fjärde strofen nämner nio lik: Först två män som Snorre dräpt (Torstein Gíslason och hans son), och sedan ytterligare sju. (Det är striden på Torsnästinget omkring år 1008.) I femte strofen, slutligen, omtalas Snorres strid i Bitra år 1010 (?), där tre män ligger fallna. Strofens slutrad lyder: þar fekk hrafn væri. (Där fick korpen föda.)
Diktens idé har alltså varit att förhärliga Snorre godes mod, makt och styrka genom att framställa hans besegrade motståndare i ynkligast möjliga dager. De "asätande fåglarna" tillhör det traditionellt skaldiska bildspråket – men mer än bildspråk har det knappast varit. I varje fall Vigfus Björnsson och Arnkel gode höglades tämligen omgående sedan de stupat. Där fick korpen ingen föda – trots att skalden påstår motsatsen.

## Diktens namn
Hrafnsmál brukar översättas Korpens tal, vilket passar bra för Torbjörn hornkloves dikt, som är en versifierad dialog mellan en korp och en valkyria. Korpen berättar varför den är så välgödd – den har följt kung Harald hårfagres blodiga väg till makten.
Hur Tormod Trefilssons dikt har varit disponerad kan vi inte veta, då större delen av kvädet är förlorat. Det finns dock en tredje dikt med namnet Hrafnsmál, vilken skrevs mer än 200 år senare av skalden Sturla Tordarson och skildrar kung Håkon Håkonssons västerhavståg. Också denna dikt har versmåttet Haðar lag, och det intressanta är att den är tydligt influerad av Tormod Trefilssons verser. Men någon talande korp omtalas inte, lika litet som hos Tormod. Frågan är alltså hur namnet Hrafnsmál ska tolkas. ″Hvorledes navnet er opstået, eller hvad det betyder, er usikkert″, konstaterade Finnur Jónsson. Men som han själv redovisar i Lexicon Poeticum har det fornvästnordiska ordet mál haft ett flertal olika betydelser. Det har till exempel kunnat betyda "tal", "språk" (som i modersmål) men också "mat", "föda" (som i middagsmål).
Diktnamnet kan alltså tolkas både som Korpens tal och Korpens föda.